# Foire gourmande de l'Abitibi-Témiscamingue et du Nord-Est ontarien
La Foire gourmande de l'Abitibi-Témiscamingue et du Nord-Est ontarien (ATNEO) a vu le jour en 2002. L'événement, regroupant des producteurs et transformateurs de produits régionaux, visait d'abord à faire mieux connaître ces produits.

## Historique
La première édition de la Foire gourmande ATNEO s'est tenue à Ville-Marie en Abitibi-Témiscamingue du 23 au 25 août 2002. Une cinquantaine de producteurs et transformateurs régionaux y ont présenté leurs produits sous un chapiteau aménagé face au Lac Témiscamingue. Line Descôteaux et Bernard Flebus, ont fait partie du comité fondateur de l'événement. Ils en ont assumé la co-présidence pendant cinq ans, soit jusqu'en 2007. Line Descôteaux, propriétaire de Chocolats Martine à Ville-Marie, est revenue à la présidence en 2017.

### Produits
Dès la première édition, en 2002, les visiteurs ont pu déguster des bouchées mettant en valeur des fromages tels que Le Cru du Clocher du Fromage au Village et d'autres fromages produits par la Vache à Maillotte et Chèvrerie Dion. L'agneau, le bœuf Highland et le caviar de corégone ont fait partie des bouchées proposées.

### Chefs
Des chefs de renom ont collaboré à chaque édition de la Foire gourmande ATNEO tantôt en participant à l'activité Cuisine en action tel le chef Daniel Esposito, tantôt à titre de porte-parole ou de président d'honneur tel le chef Stefano Faïta.

### Présidents d'honneur
- 2002 : Françoise Kayler
- 2003 : Jules Roiseux
- 2004 : Sœur Angèle
- 2005 : Sœur Angèle - Anita Stewart
- 2006 : André Montmorency
- 2007 : Michèle Foreman - Judson W. Simpson
- 2008 : Jean-Charles Dupoire - Philippe Mollé
- 2009 : John Higgins - Nicolas Moreau
- 2010 : Elisabeth Baird - Anne Desjardins
- 2011 : Emily Richards
- 2012 : Dinner in the Sky
- 2013 : Michael Olson
- 2015 : Pierre Bélanger et Ghislain Trudel
- 2016 : Anita Stewart - Anne Desjardins
- 2017 : Max l'affamé
- 2018 : Stefano Faïta
- 2019 : Christian Bégin

[réf. souhaitée]

## Développement

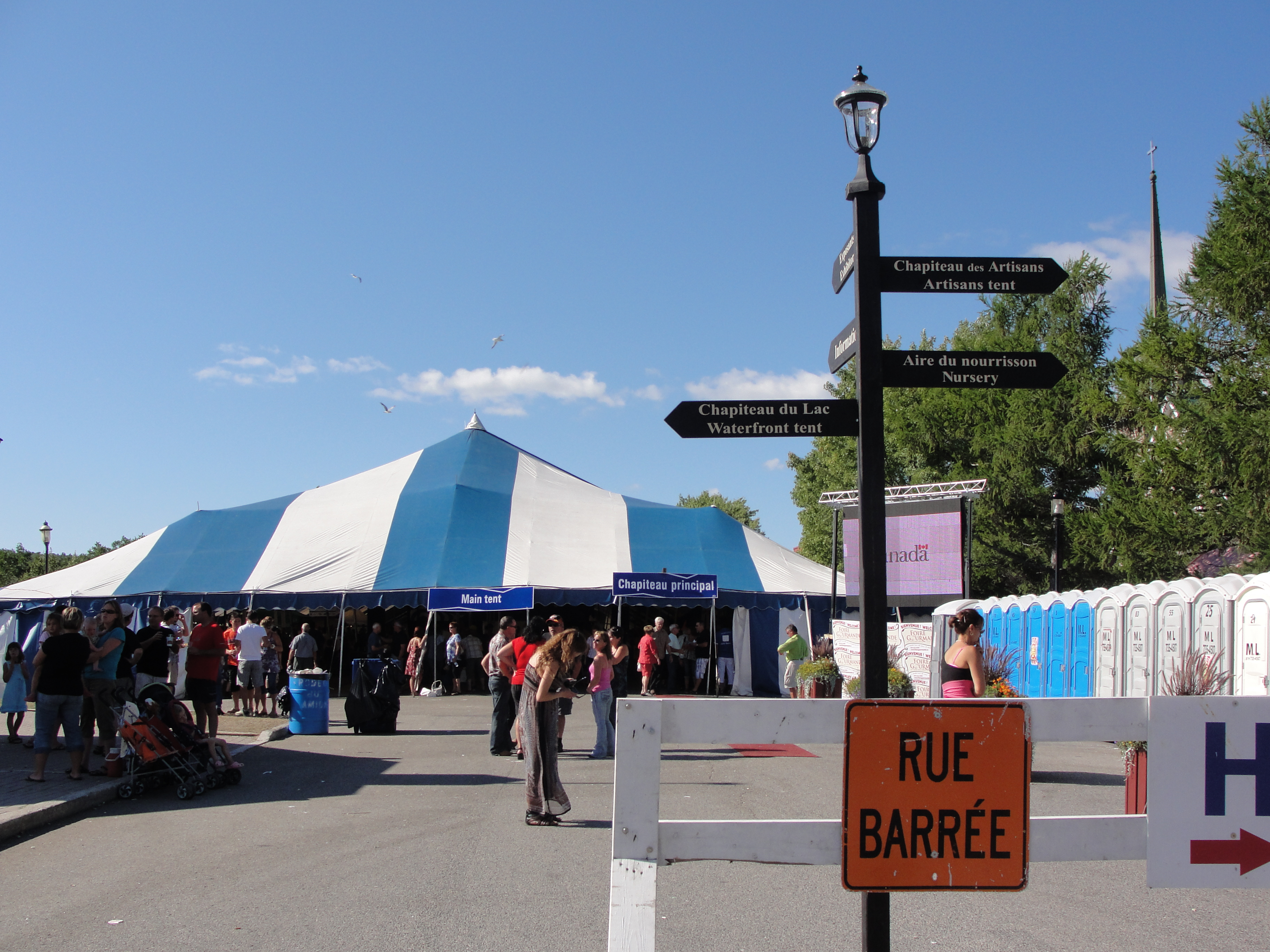
Foire gourmande ATNEO

Le nombre de visiteurs a connu une croissance importante à chaque édition. Lors de la 1re édition de la Foire gourmande ATNEO il avait été estimé à 5 000 [réf. souhaitée]. L'année suivante, en 2003, le nombre de visiteurs avait atteint les 12 000. Quelques années plus tard, en 2008, près de 35 000 amateurs de produits régionaux avaient convergé vers l'événement.
Le nombre d'exposants est sensiblement resté le même au fil des éditions. En 2018, la 16e édition accueillait 45 exposants. Au moins 500 bénévoles avaient contribué à la préparation et la tenue de l'événement.

## Retombées
Des retombées de l'événement sont notées, outre au niveau des découvertes alimentaires, au niveau du tourisme et du maillage entre les entreprises. Les exposants profitent de cet événement annuel pour tisser des liens entre eux. Ce qui peut conduire à des partenariats. Plus de la moitié des visiteurs proviennent de l'extérieur de la région.
La Foire gourmande ATNEO contribue à stimuler la créativité de ses artisans. Ceux-ci arrivent à se démarquer malgré le fait que la tradition gastronomique de l'Abitibi-Témiscamingue soit jeune. L'événement permet aussi de mettre en lumière des lacunes auxquelles doivent faire face les producteurs locaux comme l'absence d'un abattoir de certification fédérale. Cet abattoir leur éviterait de devoir se rendre en Ontario pour faire abattre leurs animaux.
En 2016, un épicier de Ville-Marie a attribué l'augmentation des ventes annuelles de produits régionaux dans son commerce à la tenue de la Foire gourmande ATNEO. Ses ventes annuelles sont passées de 150 000 $ en 2005 à plus de 1 M$ en 2013. Le chiffre annuel de ses ventes de produits régionaux s'est maintenu en haut du million depuis. Cet événement a également stimulé l'émergence d'initiatives agrotouristiques et la création de nouveaux produits chez des producteurs qui souhaitent surprendre les visiteurs à chaque édition.

### Activités associées
La programmation de la Foire gourmande ATNEO propose différentes activités liées à la gastronomie dont Cuisine en action, le Restaurant gourmand et des ateliers culinaires. D'autres activités liées à la musique, aux arts visuels et aux artisans locaux s'inscrivent à la programmation.

## Prix et mentions
- Prix 2003 du développement économique et communautaire de l'ASADCO (Association des sociétés d'aide au développement des collectivités de l'Ontario)[6]

- Grands prix du tourisme 2006: Médaille d'or Festival et événement touristique – Budget d'exploitation de moins de 1 M$[13]